# Адонис однолетний
Адо́нис одноле́тний (лат. Adónis ánnua) — однолетнее травянистое растение; типовой вид рода Адонис семейства Лютиковые (Ranunculaceae).

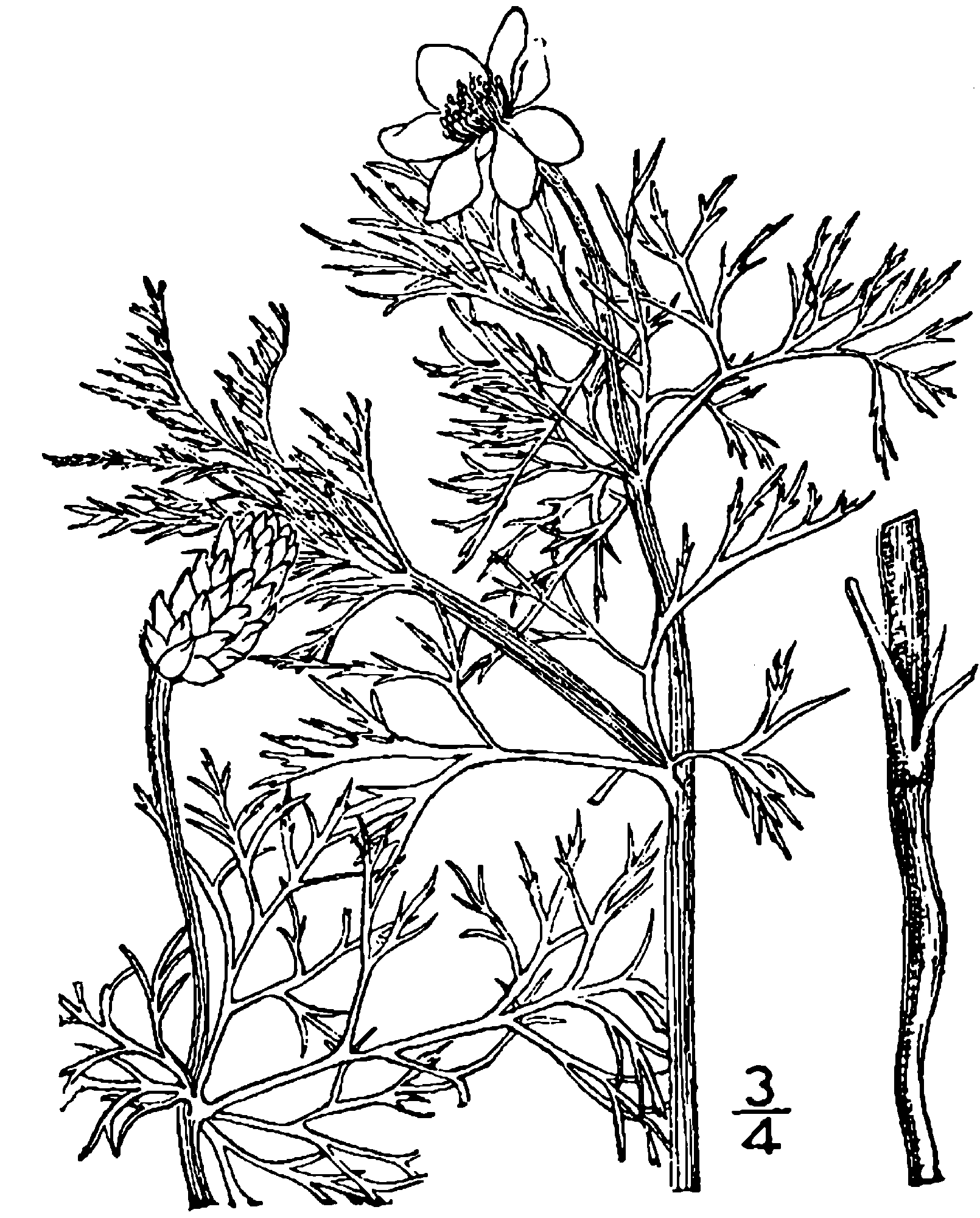
Ботаническая иллюстрация из книги Н. Л. Бриттона и А. Брауна Illustrated flora of the northern states and Canada. Vol. 2: 21., 1913.

## Ботаническое описание
Высота 25—40 см.
Стебель прямой, простой или слабоветвистый, бороздчатый, обычно голый.
Нижние листья черешковые, верхние сидячие, все пальчато-раздельные на линейные, цельные или трёхнадрезные дольки.
Цветки одиночные, 15—25 мм в поперечнике; доли чашечки голые, отстоящие от оси или даже книзу загнутые; лепестки 6—10 мм, яйцевидные, цельнокрайные, образующие полушаровидный венчик, интенсивно-красные, в основании почти чёрные. Цветёт в июне—июле. Формула цветка: {\displaystyle \ast K_{5}\;C_{5-10}\;A_{\infty }\;G_{\infty }}.
Плодики в головке, семянка грушевидной формы с прямым носиком.

## Распространение и экология
Естественный ареал — Северная Африка, Передняя Азия, Ближний Восток, Центральная и Южная Европа.
Произрастает в европейской части России (Причерноморский район), на Украине (Днепровский район), в Молдавии.
Растёт как сорное в посевах, вдоль дорог, на мусорных местах, единично или группами.

## Значение и применение
Декоративное растение.

### Лекарственные свойства
С лечебной целью используется надземная часть растения.
Надземная часть растения содержит карденолиды 0,332—0,675 %, максимум в начале созревания плодов, содержит витамин C. В цветках найдены каротиноиды (эфиры астаксантина, адонирубина, адониксантина, гидроксиэхиненона), в плодах — жирное масло.
Растение может быть заменителем адониса весеннего.